# 大分市立大東中学校
大分市立大東中学校（おおいたしりつ だいとうちゅうがっこう）は、大分県大分市大字横尾にある公立中学校。大分県有数のマンモス校である。

## 沿革
- 1950年（昭和25年） - 明治中学校、高田中学校、松岡中学校の3校を統合し、大分郡東部組合立大東中学校として開校。
- 1954年（昭和29年） - 鶴崎市新設により、鶴崎市立大東中学校と改称。
- 1956年（昭和31年） - 川添中学校を統合[2]。
- 1963年（昭和38年） - 新・大分市新設により、大分市立大東中学校と改称。
- 1981年（昭和56年） - 大分市森から現在地に移転。旧校舎跡地には現在、大分東郵便局が立地しており、校庭跡地は金ノ手運動公園となっている。
- 1988年（昭和63年） - 生徒数の増加に伴い、本校から東陽中学校が分離新設される。

## 著名な出身者
- 森下暢仁（プロ野球選手）
- 後藤大到・DASSHIY　(俳優・アーティスト、2020年卒業)

## 通学区域
- 大分市立明治小学校通学区

横尾の一部、猪野の一部、葛木の一部、森の一部
- 大分市立明治北小学校通学区

葛木の一部、猪野の一部、小池原の一部、法勝台二丁目・三丁目
- 大分市立松岡小学校通学区

大津留、毛井、松岡、下判田の一部、公園通り一丁目～五丁目、公園通り西一丁目・二丁目、京が丘南一丁目・二丁目